# Микроданные
Микроданные (англ. microdata) — способ семантически размечать сведения о событиях, организациях, людях, товарах на веб-страницах, используя стандартные элементы языка HTML. Сама разметка никак не изменит отображение страницы в браузере; в то же время программы-обработчики будут способны извлечь из этой же страницы структурированную информацию.

###### Пример разметки микроданными
```
<div
 
itemscope
 
itemtype=
"http://schema.org/ScholarlyArticle"
>

	
<h1
 
itemprop=
"name"
>
Заголовок
 
статьи
</h1>

	
<div
 
itemprop=
"author"
>
ФИО
 
автора
</div>

	
<div
 
itemprop=
"articleBody"
>

		
Текст
 
статьи

	
</div>

</div>

```

## Причины разработки
Микроданные являются попыткой обеспечить более простой способ разметки HTML-элементов с помощью машиночитаемых тегов, чем аналогичные подходы использования RDFa и микроформатов.

## История
В конце мая 2011 года Google, Yahoo! и Bing заявили о поддержке форматов микроданных и создали проект schema.org, в котором собрали воедино схемы разметки веб-страниц с помощью микроданных.